# Luís Vinhaes
Luís Augusto Vinhaes (* 10. Dezember 1896 in Rio de Janeiro; † 3. April 1960 ebenda) war ein brasilianischer Fußballspieler, -trainer und -funktionär. In Rio gewann er als Trainer mit zwei Außenseitern, dem São Cristóvão AC und dem Bangu AC, die Meisterschaft. Die Nationalmannschaft Brasiliens führte er bei der Weltmeisterschaft von 1934.

## Karriere

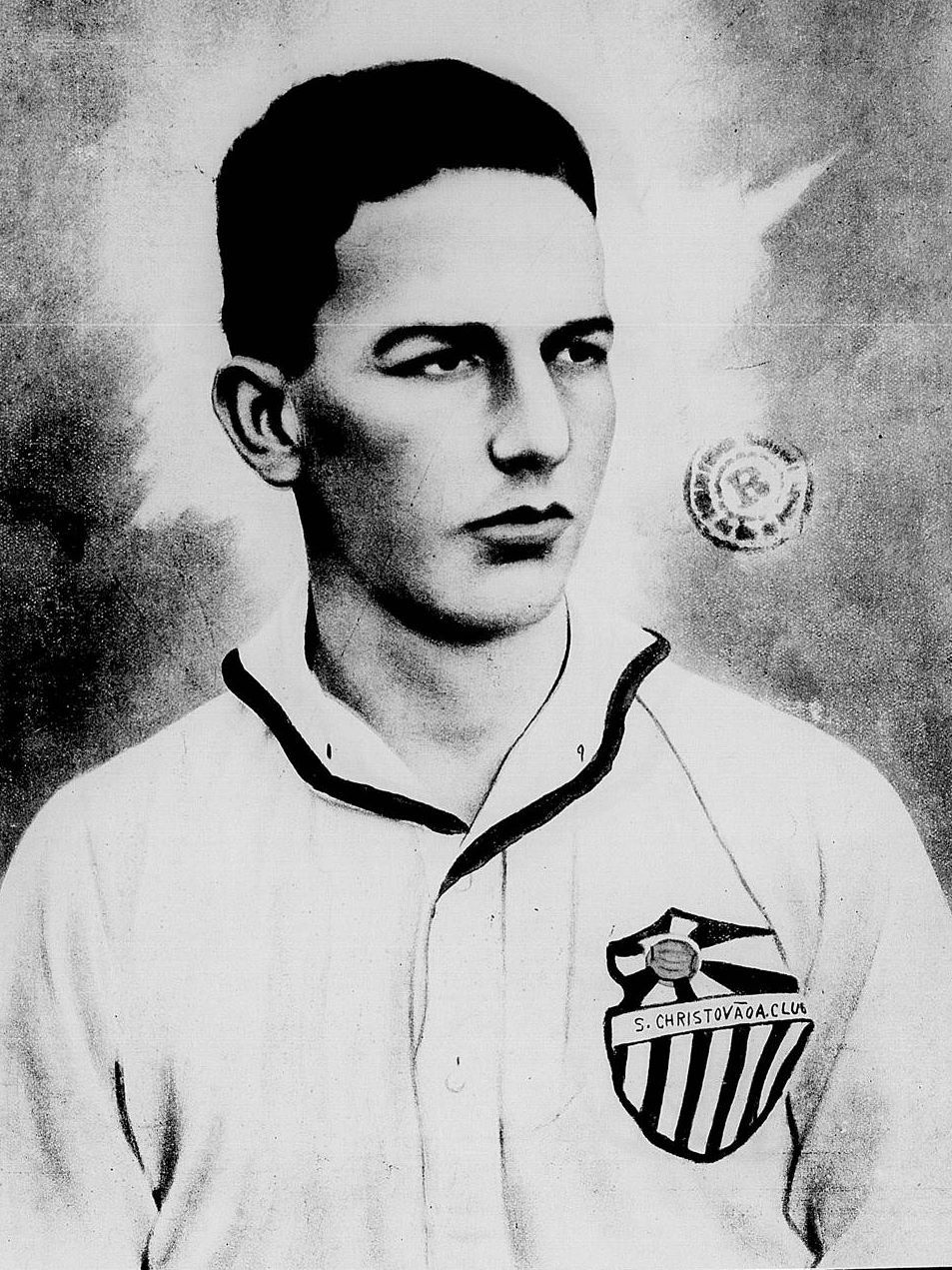
Luiz Vinhaes, Spieler von São Cristóvão AC (1920)

Luíz Vinhaes war Fußballer circa Ende der 1910er Jahre Fußballer beim São Cristóvão AC aus dem gleichnamigen Stadtviertel unmittelbar nördlich des Stadtzentrums. Nachhaltigen Eindruck hinterließ sein Wirken als Schiedsrichter in jener Ära, wo viele Spieler gleichzeitig Dienst an der Pfeife machten. Als Schiedsrichter begründete er auch den Schiedsrichterrat, den Conselho de Árbitros de Futebol, dem er auch vorstand.
Insgesamt hatte Vinhaes ein breitgefächertes Interesse am Sport und engagierte sich auch in der einen oder anderen Form in vielen weiteren Sportarten wie Basketball und Leichtathletik.
Als Fußballtrainer erschien er erstmals im Rampenlicht, als er 1926 den Außenseiter São Cristóvão AC zu seiner einzigen Meisterschaft des Bundesdistriktes von Rio de Janeiro führte. 1933 konnte er das mit dem Bangu AC wiederholen, der 1966 noch zu einem zweiten Titel kommen sollte.
Von April 1929 bis zu seiner Demission Anfang Juli 1933 trainierte er den Spitzenverein Fluminense FC aus Rio de Janeiro, mit dem er aber keinen großen Erfolg verbuchen konnte.
Zum 1. September 1933 begann Vinhaes beim Bangu AC, mit dem er einen überzeugenden Endspurt hinlegte und in den letzten vier Meisterschaftsspielen vier Siege bei 19:4 Toren einfuhr. Den Titel sicherte ein 4:0 gegen Fluminense FC am vorletzten Spieltag in dessen Estádio de Laranjeiras. Das war gleichzeitig der erste Meistertitel der in Rio nach der Professionalisierung vergeben wurde.
Vinhaes lehnte aber als solches den Professionalismus eher ab und wurde 1935 Mitbegründer des im Stadtzentrum beim Cinelândia-Platz beheimateten Olimpico Club, dem sich aus denselben Beweggründen auch Preguinho von Fluminense, 1930 Schütze des ersten Tores von Brasilien bei einer Weltmeisterschaft, anschloss.
Seine erfolgreiche Arbeit auf Vereinsebene brachte ihm bereits 1931 auch den Posten des Nationaltrainers ein, welchen er neben seiner Arbeit bei Fluminense und später Bangu ausfüllte. Besondere Erfolge hier waren die Siege gegen Uruguay, damals Weltmeister, in den Spielen um die Copa Rio Branco 1931 und 1932. 1931 gewann er die Trophäe mit Brasilien durch einen 2:0-Sieg in Rio de Janeiro. 1932 gelang der erneute Gewinn der Trophäe durch einen 2:1-Erfolg gegen Uruguay im Estadio Centenario von Montevideo, was als außerordentlicher Erfolg angesehen wurde. Auf der Reise bezwang Brasilien auch die Vereinsmannschaften von CA Peñarol und Nacional Montevideo die das Gerüst der uruguayischen Nationalmannschaft stellten, mit 1:0, bzw. 2:1, was unterstrich, dass die Siege um die Copa Rio Branco kein Zufall waren.
Vinhaes war auch verantwortlich für die Mannschaft, welche bei der damals im K.-o.-System ausgetragenen Fußball-Weltmeisterschaft 1934 in Italien in der ersten Runde, quasi ein Achtelfinale, mit 1:3 gegen Spanien ausschied. Im Anschluss an die WM wurden von der Mannschaft noch zahlreiche Freundschaftsspiele erst in Europa und dann in Brasilien ausgetragen. Vinhaes betreute die Mannschaft aber nur bis zur Rückkehr aus Europa.
1943 und 1944 führte er gemeinsam mit dem CR Flamengo-Mann und späteren Nationaltrainer Flávio Costa die Auswahlmannschaft des Bundesdistriktes, damals die Stadt Rio de Janeiro, zum Sieg bei der damals wichtigen und populären Meisterschaft der Bundesstaaten – in Ermangelung einer nationalen Vereinsmeisterschaft oft in der Regel nur o Campeonato Brasileiro, "die Brasilianische Meisterschaft", genannt – zum Sieg jeweils über die Auswahl von São Paulo. 1946 gelang ihm, diesmal mit Otto Glória als Assistenten, mit dem Bundesdistrikt ein weiterer Erfolg in diesem Wettbewerb.
Ende der 1940er Jahre, und wohl auch darüber hinaus hatte Luíz Vinhaes ein Amt bei der städtischen Stadionverwaltung von Rio de Janeiro und war in diesem Zusammenhang auch direkt mit der Erbauung des Maracanãs befasst.
Er führt die Brasilianische zum Sieg bei der U-20-Südamerikameisterschaft 1949 in Chile. Bei den Olympischen Spielen 1952 in Helsinki, der ersten Teilnahme Brasiliens am olympischen Fußballturnier, war Vinhaes Mannschaftsleiter und Newton Cardoso der Trainer. Brasilien schied damals im Viertelfinale in der Verlängerung mit 2:4 gegen Deutschland aus. Vavá und Zózimo, die beide 1958 und 1962 Weltmeister werden sollten, waren die prominentesten Mitglieder der Mannschaft, wenngleich Humberto Tozzi als die Entdeckung Brasiliens bei diesem Turnier galt.
Bei den Panamerikanischen Spielen 1959 in Chicago, wo Brasilien mit einer Amateurauswahl den zweiten Platz hinter Argentinien belegte, führten Vinhaes und Cardoso in derselben Form die Mannschaft an. Gérson, der mit Brasilien 1970 Weltmeister werden sollte, war hier der prominenteste Spieler Brasiliens.
Zwischenzeitlich diente Vinhaes bei der Weltmeisterschaft von 1954 Nationaltrainer Zezé Moreira als Assistent.
Offizielle Länderspiele
- 6. September 1931 gegen Uruguay, Ergebnis: 2:0 (Copa Río Branco)
- 4. Dezember 1932 gegen Uruguay, Ergebnis: 2:1 (Copa Río Branco)
- 27. Mai 1934 gegen Spanien, Ergebnis: 1:3 (Fußball-Weltmeisterschaft 1934)
- 3. Juni 1934 gegen Jugoslawien, Ergebnis: 4:8 (Freundschaftsspiel)

Inoffizielle Spiele Brasiliens
- 2. Juli 1931 gegen Ferencváros Budapest, Ergebnis: 6:1
- 27. November 1932 gegen Andarahy AC (RJ), Ergebnis: 7:2
- 8. Dezember 1932 gegen CA Peñarol, Ergebnis: 1:0
- 11. Dezember 1932 gegen Nacional Montevideo, Ergebnis: 2:1
- 8. Juni 1934 gegen Dinamo Zagreb, Ergebnis: 0:0
- 17. Juni 1934 gegen Katalanische Fußballauswahl, Ergebnis: 1:2
- 24. Juni 1934 gegen Katalanische Fußballauswahl, Ergebnis: 2:2
- 1. Juli 1934 gegen FC Barcelona, Ergebnis: 4:4
- 12. Juli 1934 gegen eine Auswahlmannschaft von Spielern des Belenenses Lissabon und Benfica Lissabon, Ergebnis: 4:2
- 15. Juli 1934 gegen Sporting Lissabon, Ergebnis: 6:1
- 22. Juli 1934 gegen FC Porto, Ergebnis: 0:0

## Erfolge
Nationalmannschaft
- Copa Rio Branco: 1931, 1932

São Cristóvão
- Staatsmeisterschaft von Rio de Janeiro: 1926

Bangu
- Staatsmeisterschaft von Rio de Janeiro: 1933

Auswahl von Rio de Janeiro
- Campeonato Brasileiro de Seleções Estaduais: 1943, 1944, 1946

U-20-Nationalmannschaft
- Copa América U-20: 1949